# Заречье (Кашинский район)
Заречье — деревня в Кашинском районе Тверской области России. Входит в Кашинский городской округ.

## История
В 1966 г. указом президиума ВС РСФСР деревня Брюхово переименована в Заречье.
До 2018 года деревня входила в состав Пестриковского сельского поселения.

## Население
| 2010 |
| ---- |
| 23   |